# 비행집단장
비행집단장(독일어: Gruppenkommandeur)은 루프트바페의 보직(계급이 아님)이다. 타국의 공군 전대장과 동격이다. 대개 중령이 이 보직에 부임했으며, 비행단의 하위단위인 비행집단을 지휘했다. 비행집단 밑에는 3-4개의 비행대대장(Staffelkapitän)이 지휘하는 비행대대가 있었다.